# Andromedagalaksen
 For alternative betydninger, se Andromeda. (Se også artikler, som begynder med Andromeda)
Andromedagalaksen (af og til kaldet Andromedatågen) – M31 (objekt nr. 31 i Messiers katalog), NGC 224 (objekt nr. 224 i New General Catalogue) – er den største galakse i den lokale galaksehob og med en afstand på 2,5 mio. lysår samtidig det fjerneste himmellegeme, der kan ses med det blotte øje (der er lidt uenighed om denne afstand, idet forskellige kilder oplyser forskellige afstande; fra 2,2 til 2,9 mio. lysår). På en mørk, måneløs nat (og et sted med lidt eller ingen lysforurening) kan Andromedagalaksen ses uden brug af kikkert som en uklar, oval plet i stjernebilledet Andromeda. Med store teleskoper opløses galaksen i enkeltstjerner hvis antal er estimeret til 1 billion (1012 = 1000 milliarder). 
Andromedagalaksen er – som Mælkevejen – en spiralgalakse og har en anslået diameter på mellem 100.000 og 200.000 lysår og kan derfor være helt op til dobbelt så stor som vor egen galakse, Mælkevejen. Nye data tyder dog på, at Mælkevejen har en større masse og dermed en større tæthed end Andromedagalaksen.
Andromedagalaksen og Mælkevejen bevæger sig mod hinanden med en hastighed på 110 km pr. sekund. Deres kollision om ca. 3 mia. år vil formentlig resultere i en elliptisk kæmpegalakse.

## Eksterne links
1. ↑  Andromeda galaxy: The violent history of our closest cosmic neighbor. Earth.com 2025
2. ↑  Andromeda like we have never seen it before. IFLScience 2025
3. ↑  Trove of Black Holes Discovered in Andromeda Galaxy. Livescience
4. ↑   Mælkevejen på kollisionskurs. Videnskab.dk

- Wikimedia Commons har flere filer relateret til Andromedagalaksen

Koordinater:  00h 42.44m 30s, +41° 16′ 10″